# David Garrett
David Garrett (David Bongartz) (Aken, 4 september 1980) is een Duits-Amerikaans viool-virtuoos. Hij heeft een plaats in het Guinness Book of Records als de snelste violist ter wereld: hij speelde De vlucht van de hommel van Nikolaj Rimski-Korsakov in 1 minuut, 5 seconden en 26 honderdste. Dat zijn gemiddeld 13 noten per seconde

## Biografie
David Garrett werd onder de naam David Bongartz geboren in de Duitse stad Aken als zoon van een Amerikaanse moeder en een Duitse vader. Toen David acht jaar was, besloten zijn ouders dat hij voortaan onder de naam van zijn moeder zou optreden. 
Toen David Garrett vier jaar oud was, begon hij viool te spelen. Aanvankelijk was het zijn oudere broer die leerde spelen, maar David had ook interesse in het instrument. Een jaar later nam hij deel aan zijn eerste wedstrijd en hij won de eerste prijs. Op zevenjarige leeftijd speelde hij reeds wekelijks voor publiek.
Garrett studeerde verder viool aan het Conservatorium van Lübeck. Op 12-jarige leeftijd begon hij samen te werken met de befaamde Poolse violiste Ida Haendel. Hiervoor reisde hij grote delen van Europa af.
Toen David Garrett 13 jaar was, nam hij zijn eerste twee cd's op, verscheen hij op de Duitse en Nederlandse televisie en gaf hij een concert in Villa Hammerschmidt, de tweede officiële ambtswoning van de Duitse bondspresident. Tijdens dit concert speelde hij op de beroemde Stradivarius "San Lorenzo". Amper een jaar later tekende Garrett als jongste violist aller tijden een contract bij Deutsche Grammophon. Op 17-jarige leeftijd speelde hij met het Münchner Philharmoniker, onder leiding van Zubin Mehta, in Delhi en Mumbai (India) een reeks concerten ter gelegenheid van de vijftigste verjaardag van de onafhankelijkheid van India.
Twee jaar later speelde Garrett met het Rundfunk-Sinfonieorchester, onder leiding van Rafael Frühbeck de Burgos, in Berlijn. Dit optreden werd geloofd door verschillende critici. Het leidde tevens tot een uitnodiging om op te treden op Expo 2000 in Hannover. David Garrett zette zijn studies verder aan het Royal College of Music in Londen. Op 21-jarige leeftijd werd hij uitgenodigd om te spelen op de BBC Proms. In 2004 studeerde hij, als een van de eerste studenten van Itzhak Perlman, af aan de Juilliard School in New York. Terwijl hij nog studeerde aan de Juilliard School werkte hij ook als model.

## Instrumenten
In diverse periodes kreeg Garrett violen vervaardigd door Antonio Stradivari in bruikleen ter beschikking gesteld. 
In 2007 viel de violist onfortuinlijk op zijn zeldzame, dure Guadagnini, gemaakt in 1772, waardoor deze aan splinters ging. Garrett kocht deze viool ooit voor het bedrag van 1,25 miljoen euro.
In 2022 verwierf Garett voor 3,5 miljoen euro een viool van Giuseppe Antonio Guarneri (ook bekend als Guarneri del Gesùs) uit 1736 bij een  Parijs' veilinghuis.

## Discografie

### Studio-albums
- Free (2007)
- Virtuoso (2007)
- Encore (2008)
- David Garrett (2009)
- Classic Romance (2009)
- Rock Symphonies (2010)

### Andere albums
- Nokia Night of the Proms (2004)
- The New Classical Generation 2008 (2008)

### Featured
- 2008: Tenor at the Movies - "Parla Piu Piano" (thema van The Godfather) en "Se" (thema van Nuovo cinema Paradiso), samen met Jonathan Ansell
- 2008: A New World - "Cinema Paradiso", samen met Will Martin

### Live-DVD
- David Garrett Live - In Concert & In Private (2009)

## Prijzen
- Radio Regenbogen Award (maart 2008)
- Echo Classics (oktober 2008)
- GQ Award (november 2008)
- Goldene Feder (mei 2009)
- Goldener Geigenbogen (mei 2009)
- Caméra d'Or als beste internationale musicus (januari 2010)
- Snelste violist ter wereld (Guinness Book of Records)